# Austrian Gay Professionals
Die AGPRO (Austrian Gay Professionals) ist ein Netzwerk schwuler Unternehmer, Führungskräfte und Menschen in verantwortungsvollen Funktionen in Österreich. Ein wichtiges Ziel des Vereins, der 1998 gegründet wurde, ist die Stärkung von LGBTI-Menschen in Wirtschaft und Arbeitswelt. Außerdem bietet die AGPRO ihren Mitgliedern berufliche Vernetzung, versteht sich als Plattform für das Thema LGBTI im Business und macht politische Lobbyarbeit, um die beruflichen Bedingungen für LGBTI-Menschen zu verbessern.

## Inhalte und Projekte
Im Bereich Veranstaltungen setzt die AGPRO die meisten Aktivitäten. Pro Monat organisiert sie im Durchschnitt zwei bis drei Events. Der überwiegende Anteil ist exklusiv für Mitglieder. Nur die sogenannte "Business Lounge" (jeden ersten Mittwoch im Monat) ist auch für Nicht-Mitglieder offen und bietet Interessierten die Chance, die AGPRO kennenlernen. Besonderen Wert legt der Verein auf eine Atmosphäre, die zum Netzwerken einlädt und Verbindungen entstehen lässt.
Mit Pride Biz Austria haben AGPRO und QBW (Queer Business Women) einen Dachverein gegründet, der die gemeinsamen gesellschaftspolitischen Aktivitäten im Bereich LGBTI im Business bündelt. Dieser Dachverband setzt Großprojekte um und bietet vor allem für Unternehmen, Politik und öffentliche Verwaltung eine professionelle Anlaufstelle zu LGBTI-Wirtschaftsfragen.
Das sind die wichtigsten Projekte, die AGPRO und QBW über Pride Biz Austria abwickeln:
- Der Meritus Unternehmenspreis zeichnet alle zwei Jahre Organisationen aus, deren Firmenkultur von einem besonders offenen Zugang in Fragen der sexuellen Orientierung und Identität geprägt ist und die die Leuchtturmprojekte im LGBTI-Diversity Management ins Leben gerufen haben.
- Der Forschungspreis wird zeitlich alternierend mit dem Meritus vergeben. Er prämiert wissenschaftliche Arbeiten, die sich mit der Situation von LGBTI-Menschen, insbesondere in Wirtschaft und Arbeitswelt, beschäftigen.
- Das "LGBT Business Forum" ist eine einmal jährlich stattfindende Konferenz, die sich an Diversity- und Personal-Verantwortliche richtet.

## Mitgliedschaften und Kooperationen
Neben Kooperationen mit österreichischen LGBTI-Einrichtungen hat die AGPRO Kontakte zu internationalen Organisationen und engagiert sich zum Beispiel als Mitglied des „European Pride Business Network“ für Gleichstellung und Vielfalt auf europäischer Ebene.
Der Verein ist Unterzeichner des United Nations Global Compact, der weltgrößten Initiative für Unternehmen bzw. Organisationen, die sich für die Einhaltung von zehn allgemein anerkannten Prinzipien auf den Gebieten Menschenrechte, Arbeit, Umwelt und Anti-Korruption einsetzen.